# Dave Palumbo
Dave Palumbo (Manhattan, Nueva York, 17 de febrero de 1968) es un fisicoculturista estadounidense retirado. Compitió entre 1990 y 2004, abandonando su carrera luego de ser condenado por el tráfico y la venta de HGH. Tras su retiro se dedicó a entrenar fisicoculturistas para competir en los certámenes del NPC y de la IFBB, como así también a escribir una columna regular en las revistas Muscular Development y RxMuscle.

## Trayectoria
Durante su juventud, Palumbo practicó atletismo, entrenando y compitiendo en carreras de larga distancia. En 1990, después de cumplir los 22 años, comenzó a interesarse por el fisicoculturismo. Ello lo llevó a participar ese mismo año de su primera competición al presentarse en el certamen anual neoyorquino del NPC en la categoría de peso mediano con sus 76 kilos. Aunque no contaba con experiencia previa, terminó en la sexta posición, una excelente posición para un novato. Alentado por el resultado, prosiguió con su desarrollo como fisicoculturista: en 1995 terminó por ganar el Campeonato Juvenil del NPC y se ubicó en la séptima posición en el Campeonato Americano, compitiendo en ambos casos en la categoría de peso pesado con 117 kilos de peso.
Su mejor actuación en el fisicoculturismo competitivo fue en el Campeonato Americano de 2003 del NPC, donde finalizó segundo en la categoría de pesos súperpesados detrás de Chris Cook.
En diciembre de 2004 fue sentenciado a cinco meses de prisión por participar del tráfico y la venta ilegal de HGH. Tras ese episodio Palumbo no volvería a competir, dedicándose en su lugar a escribir en las revistas Muscular Development y RxMuscle -las cuales luego se convertirían en sitios web-, y a entrenar a jóvenes fisicoculturistas para competir en los certámenes del NPC y de la IFBB.
En el ambiente del fisicoculturismo estadounidense se usan los términos "palumbismo" y "palumboísmo" para referirse a una condición que afecta principalmente a fisicoculturistas, caracterizada por el agrandamiento y protrusión anormal de la zona abdominal del cuerpo, específicamente del músculo oblicuo interno abdominal, en relación con el pecho. Esta afección provoca la aparición de un abdomen hinchado y distendido, que puede ser desproporcionadamente grande en comparación con el resto del cuerpo, por lo que también se la denomina coloquialmente "tripa de burbuja".